# オザリ
オザリ（クロアチア語:Ozalj）はクロアチア中央部カルロヴァツ郡のクパ川河畔にある小都市及び基礎自治体で、カルロヴァツの北、ヤストレバルスコの南西に位置している。スロベニア国境に近くメトリカはオザリからもっとも近いスロベニアの町である。

## 人口
2001年現在オザリの町の人口は1,164人、基礎自治体全体の人口は7,932人であり、うち96%はクロアチア人である。オザリ周辺には数百人規模の村が多数あり、これらを含めて基礎自治体が構成されている。代表的な村はヤシュコヴォ（Jaškovo）516人、ヴルホヴァツ（Vrhovac）372人、 ポリェ・オザリスコ（Polje Ozaljsko）341人、スラプノ（Slapno）339人、ポドブレジェ（Podbrežje）332人など。

## 歴史
オザリはクパ川の断崖の上に築かれた町で、文書に最初に記録されたのは帝国自由都市として1244年のことである。クロアチア人貴族フランコパン家（Frankopan）が1398年より所有し、後に1550年よりズリンスキ家（Zrinski）が1671年まで所有していた。4月30日は1671年にバンであったペタル・ズリンスキ（Petar Zrinski）と詩人、貴族、政治家であったフラン・クルスト・フランコパン（Fran Krsto Frankopan）が処刑されたことを追悼し記念日となっている。
守護聖人であるルカニアのヴィトゥスを6月15日に聖なる日として祝している。